# Rolf Breusing
Rolf Breusing (* 26. Juli 1910 in Köln; † 16. November 2004) war NSDAP-Mitglied und ab 1940 Landrat des Kreises Stormarn.
Nach seinem Abitur im Jahr 1928 schrieb sich Breusing für Rechts- und Staatswissenschaften an der Universität in Bonn und später auch in Berlin ein. Zu Beginn seines vierjährigen Studiums trat er dem VDSt zu Bonn und dem VDSt Berlin bei und zum 1. Dezember 1930 der NSDAP (Mitgliedsnummer 391.611). 1933 schloss er sich der SS an (SS-Nummer 106.237). Sein Dienst in der Wehrmacht ab 1939 wurde 1940 kurzfristig für seine Ernennung und Arbeit als Landrat von Stormarn unterbrochen. Nach dem Krieg war er bis 1948 in Neuengamme inhaftiert. Vom Entnazifizierungsausschuss in Bergedorf ist er in die Kategorie IV (Mitläufer) eingestuft worden. Ab 1951 war er Angestellter beim Landesversorgungsamt in Neumünster.